# Simplocaria metallica
Simplocaria metallica är en skalbaggsart som först beskrevs av Sturm 1807.  Simplocaria metallica ingår i släktet Simplocaria och familjen kulbaggar. Arten är reproducerande i Sverige. Inga underarter finns listade i Catalogue of Life.

## Bildgalleri

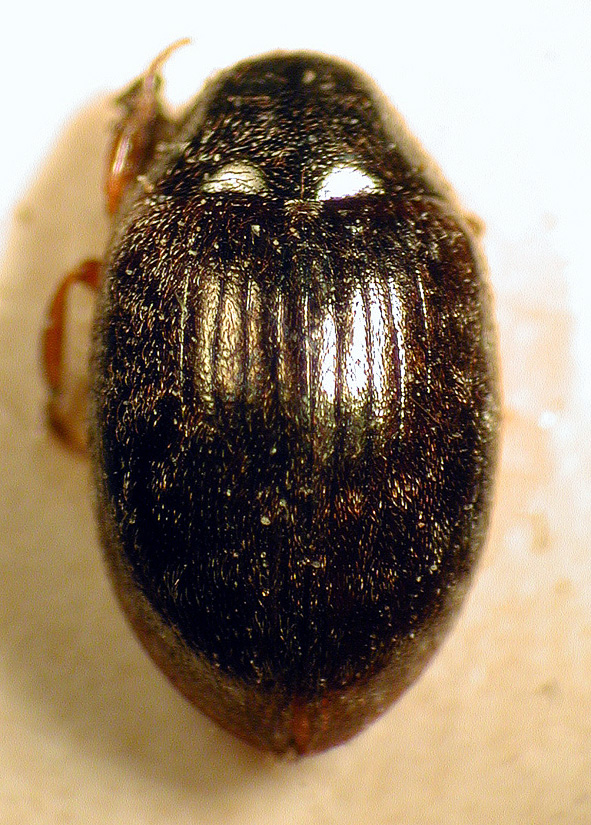